# طواف فلاندرز
طواف فلاندرز (بالهولندية: Ronde van Vlaanderen)‏، المعروف أيضًا بِاِسم "De Ronde"، هُو سباق دراجات سنويٌّ يقام بلجيكي، ويُعد أهم سباق دراجات في فلاندرز، وَهُو جُزء من طواف العالم للدراجات وتنظمه «كلاسيكيات فلاندرز»، أُقيم لأول مرَّة في 1913، وكانت نسخته المئة في عام 2016.
يُعد أحد خمسة سباقات مُميزة في ركوب الدرَّاجات وهي ميلان - سان ريمو، وباريس - روبيه، ولييج-باستون-لييج، وجيرو دي لومبارديا، وطواف فلاندرز، ويُعد أحد السباقات الكلاسيكيَّة المرصوفة بالحصى، يُنُظُم هَذَا الحدث مُنذ 1919 دُون انقطاع مَا عدا مرَّة واحدة خِلال الحرب العالمية الأولى.
سجل ستة دراجون الرقم القياسي لأكثر الانتصارات، ممَّا يجعل السباق فريد من نوعه بَين الكلاسيكيات الكبرى، وهم «أتشيل بويس»، وإريك ليمان، ويوهان موسيو، وتوم بونين، وفيورنزو ماغني، وفابيان كانسيلارا برصيد ثلاث انتصارات لكل وَاحِد منهم.

## البداية
صمم «ليون فان دن هوت» السباق في 1913، وَهُو مؤسس مشارك للصحيفة الرياضية "سبورتويرلد - (بالهولندية: Sportwereld)"، وحينها كَان من المُعتاد أن يُنُظُم ناشرو الصحف والمجلَّات سباقات الدرَّاجات كوسيلة لِتَعزِيز التَّدَاوُل.
في بداية القرن العِشرين لَم تُعدّ رياضة ركوب الدرَّاجات شيئًا مُهمًا في بلجيكا، حيثُ أُغلق الفيلودروم، وَلَم تُعدّ تُنُظُم البطولات الوطنيَّة على الطريق أو المضمار،  وتوقَّف سباق لييج - باستون - لييج الَّذِي كَان يقام في الجنوب الناطق بالفرنسيَّة، وأصبح أوديل ديفرايي أول بلجيكي يفوز بسباق فرنسا للدراجات في عام 1912،  وَكَان يبلغ من العمر 20 عامًا، وَكَان مُشاركًا مَع فَرِيق ألسيون الفرنسيّ، ألهم فوز ديفراي «أوغست دي مايخت» رَئِيس بلدية هاله ومدير المجمُوعة الصحفية "شَّرِكَة الطباعة البلجيكيَّة - (بالفرنسية: Société Belge d'Imprimerie)‏"، وقام بنشر مجلّة رياضية باللغة الهولنديّة تُسمى «سبورتويرلد»، والَّتِي تعني «عالم الرِياضَة».
كَان أبرز كاتب عَن الدرجات في سبورتويرلد هُو «كاريل فان فيجنينديل»،  وَهُو صحفي رياضي،  ظهر العدد الأول في الوَقت المُنَاسِب لبطولة فلاندرز في 12 سبتمبر 1912،  وعمل فيجنينديل محررًا لسبورتويرلد في 1 يناير 1913.
كتب فيجنينديل العديد من المقالَات عَن الروابط بَين ركوب الدرَّاجات في فلاندرز والقوميَّة الفلمنكية، حيثُ أراد إِنشاء سباق يجري بالكَامِل على الأراضي الفلمنكية، ويُعبرّ أكبر عدد مُمكِن من مدنها،  ويُعتبر «سباق فلاندرز للدراجات» السباق الكلاسيكي الوحيد الَّذِي أُقيم على الأراضي الَّتِي تحتلها ألمانيا خِلال الحرب العالمية الثانية،  حيثُ سمح الألمان بإقامة السباق وساهموا في مراقبة الطريق،  وأدى حدوث ذَلِك لاتهامات للمنظمين بالتَّعَاوُن مَع قوى المحور في حِين كَان العديد من القوميين الفلمنكيين يتمتعون بعلاقات قويّة مَع ألمانيا النازية،  وَبَعد الحرب أوقفت الدَّولَة صدور «دي ستاندارد» و«هت ألجمين نيووس سبورتويرلد»، وحُكم على العديد من الصحفيين والمراسلين بتهمة التَّعَاوُن،  ومُنع «فان فيجنينديل» من العَمَل كصحفي مدى الحَيَاة، ورُفع الحظر عَنه لاحقًا عَندَمَا دعمه الجنرال مونتغمري وأكد أنَّه ساعد في إخفاء الطيارين البريطانييّن أَثناء الحرب وقام بحمايتهم في منزله.
أَطلَقَت صحيفة فلمنكية منافسة «هيت فولك» صحيفة «أوملوب فان فلاندين» في عام 1945، وأرادت بدء حديث جَدِيد لركوب الدرَّاجات في فلاندرز كسباق منافس لَمَّا ترى أنَّه سباق مُقرب من النازيين،  واحتج منظمو «سباق فلاندرز» على أن الاسم قريب جدًا من اسمهم ففي اللغة الهولنديّة لَا يُوجِد فرق كَبِير بَين "Ronde" و"Omloop"، وطالب اِتِحَاد الدرَّاجات البلجيكي «هيت فولك» بتغيير اسم الحدث، والَّذِي أصبَح يُعرف حاليًا بِاِسم طواف نيوشبلاد.

## التاريخ

### السباقات الأولى

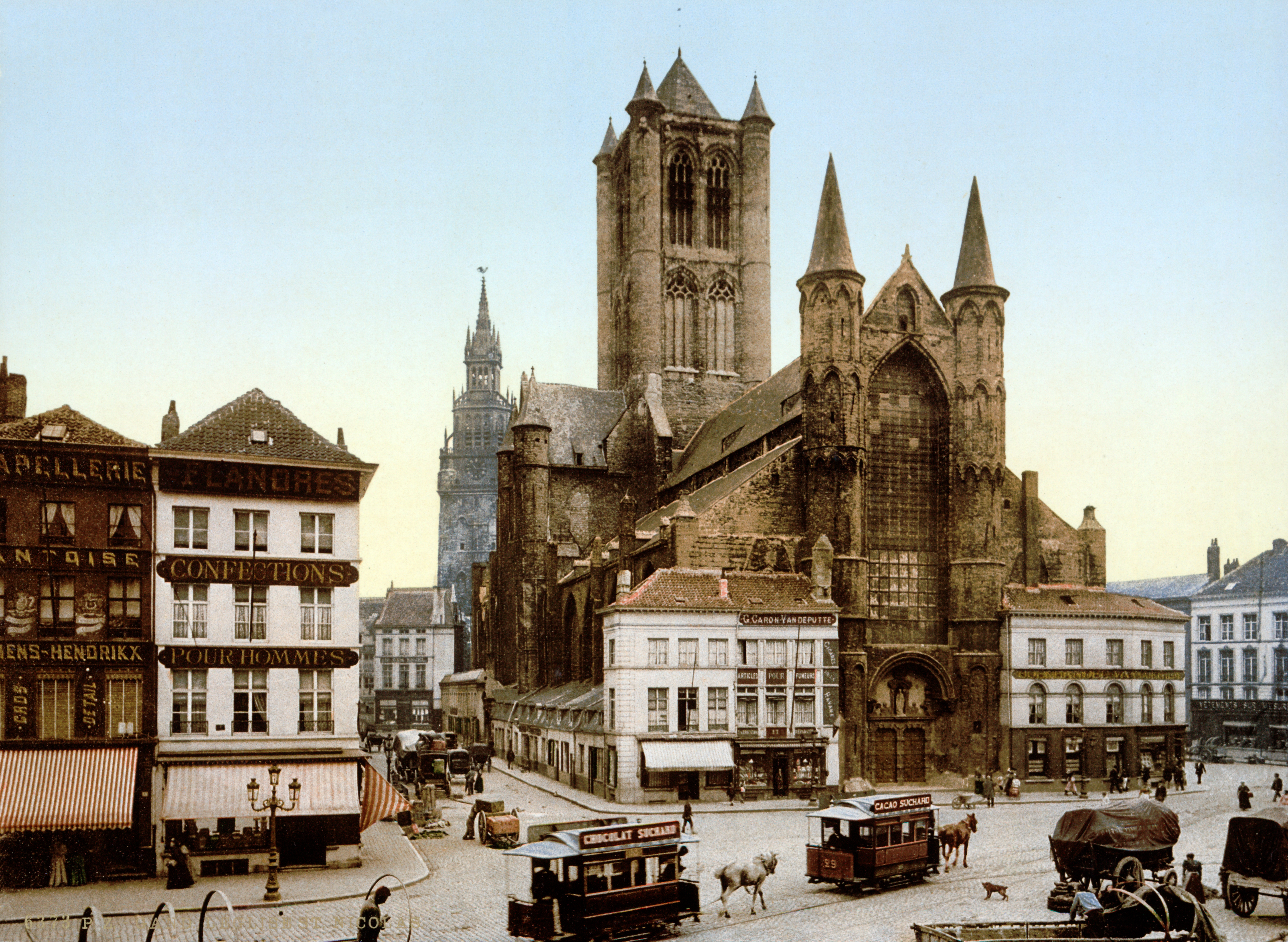
أنطلق أول سباق في 1913 من أمام "كورينماركت، غينت"

نظم «كارل فان فيجنينديل» أول سباقات فلاندرز في 25 مايو 1913، وعبر السباق مقاطعتي فلاندرز الغربيتين، وقد انطلق السباق في الساعة السادسة صباحًا في غنت، وانتهى في «مارياكركي» الَّتِي تُعد حاليًا إحدى ضواحي مَدِينَة غينت،  سار السباق على مسافة 330 كيلومتر (210 ميل) على طرق سيئة تحتوي على مسار دراجات عرضي،  وانتهى السباق على مضمار خشبي دائري حول بركة في مارياكركي، بينما لَم تُغطي مَبيعات التذاكر سوى نصف الجوائز فقط.

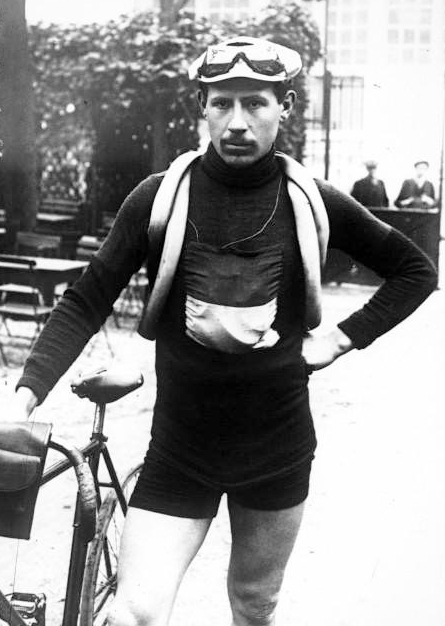
مارسيل بايس الفائز في سباق فلاندرز للدراجات الثاني في 1914

فاز بالسباق الأول في عام 1913 بول ديمان (25 عامًا)، الَّذِي فاز في سباق العدو السَّرِيع لمجموعة من ستة رجال بَعد أَكثَر من 12 ساعة في السباق، وَفِي العَام التالي فاز ديمان في سباق "بوردو-باريس [الإنجليزية]"، وكادت مسيرته أن تنتهي خِلال الحرب العالمية الأولى، حيثُ انضم إلى جُهُود التجسس الحربية البلجيكيَّة السرية وقام بتهريب الوثائق إلى هولندا المُحايدة على دراجته، وَبَعد عدَّة رحلات اعتقله الألمان، وسُجن في لويفن وحُكم عليه بالإعدام وتمَّ ايداعه السجن، وأنقذت هدنة عام 1918 حياته وأصبح بطل حرب.
تألَّف السباق الأول من 37 مُتسابقًا، تلتهم خمس سيارات لِلمُساعدة، وَفِي 1914 تكون من 47 مُتسابقًا، وكانت الجهة المنظَّمة تُكافح للعثور على موارد ماليَّة كافية لتغطية الجوائز ونفقات السباق،  وَلَم يخلو السباق من التلميحات للمكانة المُتزايدة للعرق كرمز للقومية الفلمنكية، وقد أصر البلجيكي مارسيل بويس أحد رموز ركوب الدرَّاجات في فلاندرز في أوائل القرن العِشرين، على دخول السباق خلافًا لأمر «فَرِيق ألسيون» الفرنسيّ الَّذِي مَنع الفُرسان البلجيكيين من المُشاركة، وشارك بويس في النسخة الثانيَّة من السباق في 1914 كواحد من المُرشحين، وفاز في سباق العدو السَّرِيع لمجموعة من ستة رجال في مضمار ايفرجيم بالقرب من غنت. ولاحقًا قُلصت مسافة السباق إلى 264 كيلومتر (164 ميل).

### عقد 1920
توقف سباق فلاندرز للدراجات خِلال الحرب العالمية الأولى، واستؤنف مرَّة أُخرى دُون انقطاع من 1919،  وتميَّزت سباقات مَا بَين الحربين العالميتين بظروف الطرق السيئة، والمناظر الطَّبيعية المروعة الَّتِي مزقتها الحرب في فلاندرز، وَفِي العشرينيَّات سيطر المتخصصون في المضمار الفلمنكي على السباق، وفاز «جيرار ديبايتس» بالسباق مرتين، أولها في 1924 حيثُ تسابق مَع 17 متسابقًا فقط في ظروف جوية مروعة، وأصبحت السويسريَّة «هيري سوتر» أول فائزة أجنبية في عام 1923، وَبَعد أسبوع وَاحِد حقَّقت أول «فوز مزدوج» في السباقات المرصوفة بالحصى في سباق باريس روبيه،  وَفِي عام 1926 انطلقت مَجمُوعَة مكونة من عِشرَة أفراد حتَّى نهاية السباق، وسقط خمسة منهم، وفاز «دينيس فيرشورين» في أول مُشَارَكَة لَه في السباق.
جذبت غنت المشجعين للسباق كونها كَانَت نقطة البداية والنهاية، وبحلول نهاية العشرينيَّات من القرن الماضي، أصبَح سباق فلاندرز ذروة موسم ركوب الدرَّاجات في فلاندرز.

### عقد 1930
نمت شعبية السباق بحلول الثلاثينيَّات بشكل مذهل، وتواجدت أعداد كَبِيرَة من المُتفرجين والمشجعين على طُول مسار السباق، وبحلول عام 1933 بلغَ عدد المُشاركين في السباق 164 مشاركًا، ويتبعهم أَكثَر من ألف سيارة ودراجة نارية حِلف قافلة السباق، وجلب هَذَا الازدهار مشاكل لسلامة السباق، وَفِي 1937 كتب الكاتب والأيقونة الأدبيَّة الفلمنكية «ستين ستروفلز» إلى «سبورتويرلد» أنَّه عَندَمَا يرى السباق من منزله في إنجويجم فأنه يراه «موكبًا للسيّارات أَكثَر منه للدراجون».
تحدَّث مدير السباق «كاريل فان فيجنينديل» عَن مُسَابَقَات رعاة البقر البرية، حيثُ أن المُتفرجين يسيرون خلف السباق ويبحثون عَن طرق مختصرة عبر المضمار لمشاهدة السباق عدَّة مرات،  وزُعم أن الشرطة قدرت أعداد الحشود في السباقات المبكرة بنحو 500 ألف متفرج.

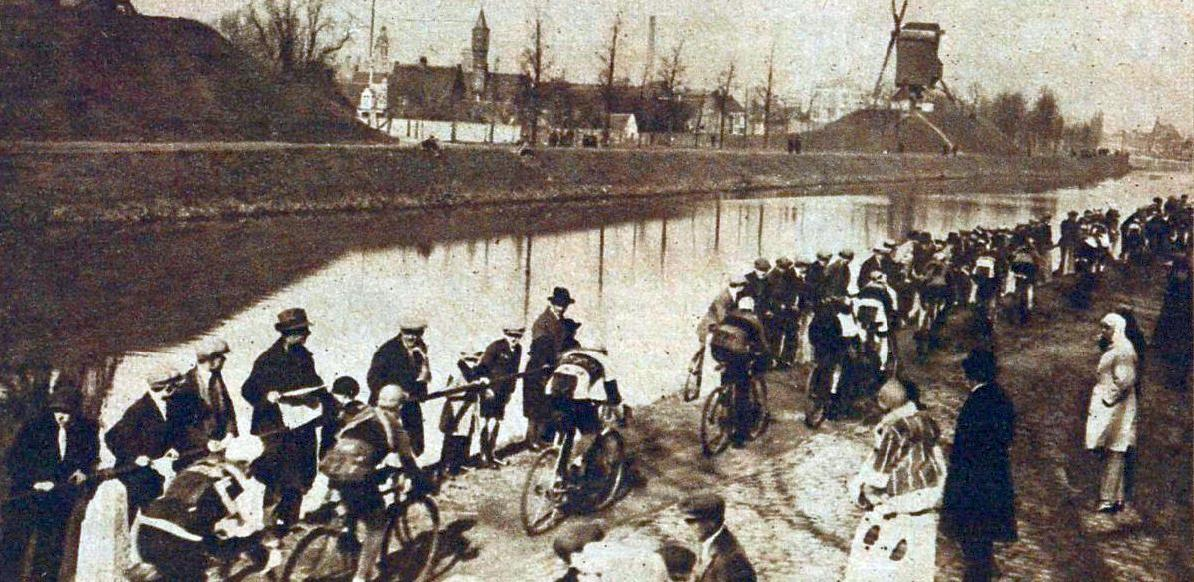
سباق فلاندرز عام 1929 على سد قناة بروج أوستند

في عام 1933 شَارَك «فان فيجنديلي» في الدرك للسيطرة على وباء أتباع العرق قدر الإمكان، ولكنَّ تأثيره كَان محدودًا، وقد كَان سباق 1937 فوضويًا بشكل استثنائي وتضمّن العديد من الحوادث، وتسبب في قِيَام منظمي السباق بتأمين المسار بالكَامِل بدعم من مركبات الشرطة،  وبدأ وَضع في التحسن مُنذ ذَلِك الحين.
أصبَح السباق دوليًا بشكل أكبر، حيثُ كَان المُشاركين من فرنسا وألمانيا وإيطاليا وهولندا وسويسرا وتشيكوسلوفاكيا، مَع اِستِمرار هيمنة البلجيكيين، وأصبح «رومان جيجسلز» أول دراج يفوز بالسباق مرتين متتاليتين،  وكانت سباقات عاميّ 1934 و1935 مُمطرة بشكل استثنائي، وَكَان السباق شاقًا أَكثَر من المعتاد.

### عقد 1940: سنوات الحرب والقيامة

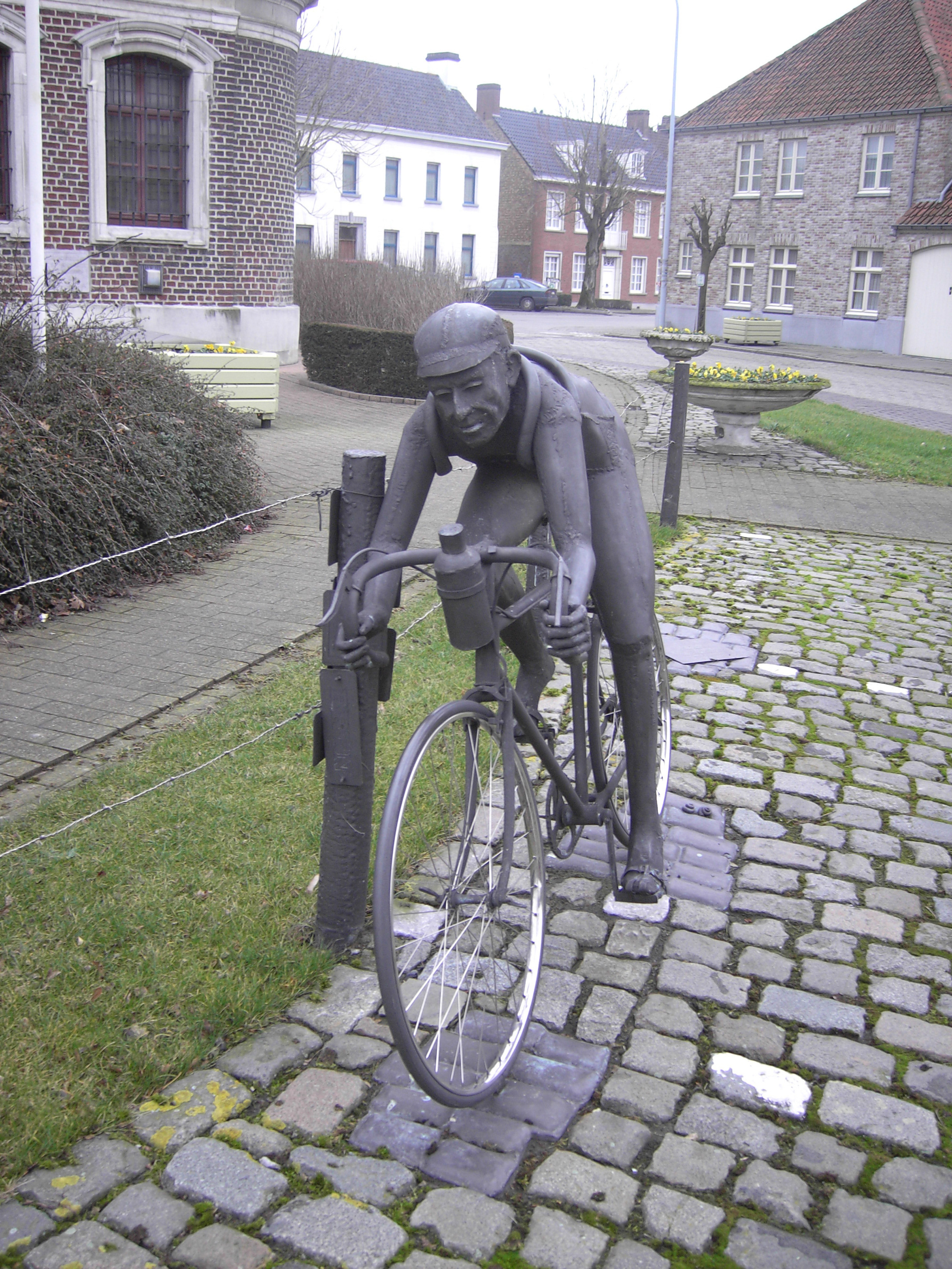
تمثال على شرف بريك شوت في كانيجيم، الذي فاز بالسباق مرتين وشارك عشرون مرة بين عامي 1940 و1959.

اندمجت «مجلّة سبورتويرلد» المنظَّمة للسباق مَع الصحيفة اليومية الشَّهِيرَة «هيت نيوسبلاد» في عام 1939، عَندَمَا كَانَت الحرب العالمية الثانية تلوح في الأفق، وَخِلَال الحرب ألغي الكثير من الأَحدَاث الرياضية، واستمر تَنظِيم سباق فلاندرز بالاِتِفَاق مَع القيادة الألمانيَّة،  وقد فاز «أتشيل بويس» بأول سباق في زمن الحرب في 1941، وبسبب قيود الطريق تغيُّر مسار السباق إلى طرق ومسارات ذُو أسطح سيئة لمسافة 198 كـم (123 ميل).
وَفِي الأربعينيَّات ظهر أشهر أبطال السباق، حيثُ فاز «أتشيل بويز» بالسباق ثلاث مرات، وحقق بريك شوت وريك فان ستينبرجين انتصارين لكل مِنهُمَا، وأصبحا من أبرز شخصيات ركوب الدرَّاجات البلجيكيَّة، وقد شَارَك «بريك شوت» في السباق 20 مرة،  وَفِي عام 1944 سيطر الشاب «ريك فان ستينبيرجن» على السباق، وأذهل المتابعين عَندَمَا أصبَح أصغر فائز على الإِطلاق في سِنّ التَّاسِعَة عشر.
في عام 1948 أصبَح «سباق فلاندرز» السباق الأول لتحدي «ديجرانج-كولومبو» وَهُو أول سباق دولي لركوب الدرَّاجات لمدَّة طويلة، وَكَان سباق فلاندرز يُنظم في نفس يوم ميلان-سان ريمو أكبر سباق دراجات كلاسيكي في إيطاليا حتَّى الحرب العالميَّة الثانيَّة، وَبَعد الحرب غير المُنظمون تَارِيخ انطلاق السباق تلبية لاحتياجات«تحدي ديجرانج-كولومبو»،  وتَضمّنَت نسخة عام 1948 رقماً قياسياً من عدد المُشاركين، حيثُ بلغَ عددهم 265 مشاركاً، وَكَان منهم 50 غير بلجيكي.

### عقد 1950: الكلاسيكية الدولية
كَان الإيطاليّ فيورنزو ماغني أول من دعى للتدويل، وقد حقَّقت توسكانا ثلاثة انتصارات متتالية غير مسبوقة في أربع مشاركات فقط، وحقق الإيطاليين انتصارات فرديّة في سباقات 1950 و1951، وَفِي عام 1951 تقدم ماغني على الفرنسيّ برنار غوتييه وفاز بالسباق،  وَفِي عام 1955 أصبَح الفرنسيّ ليسون بوبيت أول فائز فرنسي في السباق، وفاز الفرنسيّ الآخِر جان فوريستير في العَام التالي.

### عقد 1960: شعبية متزايدة
أصبَح توم سيمبسون أول فائز بريطاني في 1961، في سباق مُثير للجدل حيثُ تسابق مُتسابقين اثنين ضدَّ الإيطاليّ «نينو ديفيليبس» وقد كَان ديفيليبس العداء الأسرع لكنّه توقف عَن اِستِخدام الدواسات في وَقت مُبَكِر جدًا قَبل لافتة النهاية،  الَّتِي نُقلت إلى جنتبروج بَعد تزايد عدد المُتفرجين،  وحقق ريك فان لوي فوزه الثاني في عام 1962.
في عام 1969 تقدم الشاب إيدي ميركس ليصبح أسطورة ركوب الدرَّاجات، وأنطلق بعيدًا عَن فريقه قَبل نهاية السباق بمسافة 73 كـم (45 ميل)، وعلى الرغم من الطقس السيئ واعتراض مدير فريقه، لكنّه واصل جهده للفوز بالسباق، متقدمًا على فيليتشي جيموندي بفارق خمس دقائق و36 ثانية، وَهُو أكبر فارق على الإِطلاق.

### عقد 1970: الخلافات والمنشطات
في السبعينات، احتاجت جولة فلاندرز إلى هوية جديدة. جعل سفلتة العديد من الطرق والتلال التقليديّة السباق أقل تطلبًا وأصبح المَزِيد من الدرَّاجين قادرين على مواكبة الأفضل. أصبَح إريك ليمان البطل المحليّ عَندَمَا فاز ثلاث مرات في أربع سنوات، وبذلك يُعادل سجل بايس وماجني. تفوق المُتخصِص في سبرينت ليمان على إيدي ميركس كجزء من مَجمُوعَة مختارة في كلّ فوز لَه، ممَّا أثار استياء المشجعين والمنظمين.
زاد المُنظمون عدد التلال الَّتِي يصعدها المتسابقون، وأضافوا المَزِيد من الطرق الخلفيّة في «فلمنش آردن»، وَفِي عام 1973 نقلت لافتة نهاية السباق إلى ميربيك، وَفِي 1976 أضاف المُنظمون «تل كوبنبرغ» المثير للجدل.

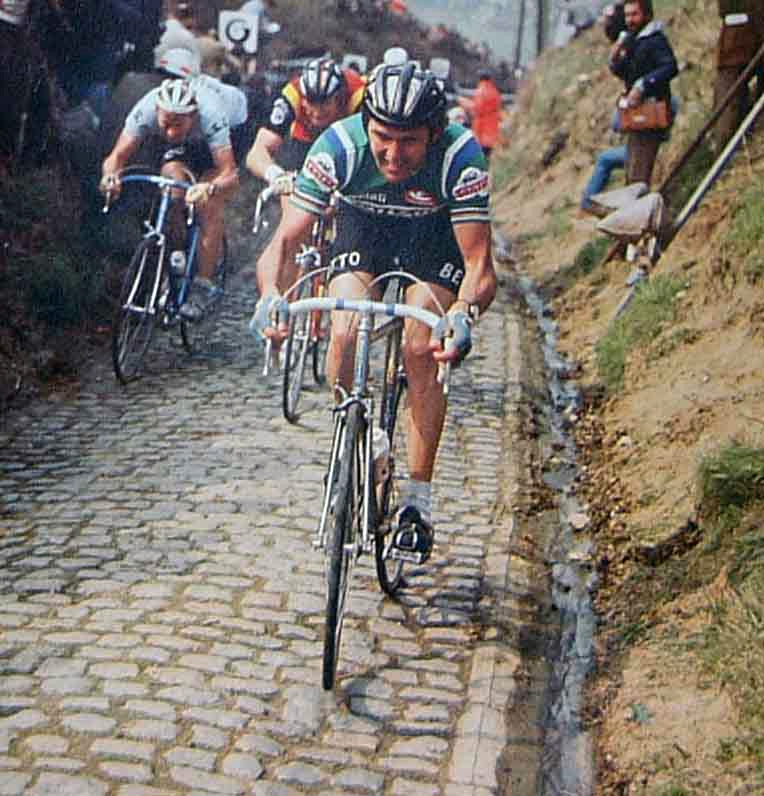
روجر دي فلايمينك على «تل كوبنبرغ» في عام 1977، قبل فوزه بالسباق في سباق ذَلِك العَام

حقَّقَ إيدي ميركس فوزه الثاني في 1975،  وَفِي عام 1976 كَان فريدي مارتينس وروجر دي فلايمينك وهما من نجوم الفُرسان البلجيكيين، جُزءًا من مَجمُوعَة مؤلَّفة من خمسة دراجين مُرشحين للفوز بالسباق، لكنهما لَم يتقدما وتباطئا قَبل 4 كـم (2.5 ميل) من لافتة نهاية السباق، وتغلَّب «دي فلايمينك» على مارتينس في المَركَز الرابع، وصرح لاحقًا بأنَّه «لَا يريد لمارتينس أن يفوز».
في عام 1977 بلغَ التَّنافس بَين فريدي مارتينس وروجر دي فلايمينك ذروته،  عَندَمَا ثُقبت عَجَلَة «مارتينس» في تل «كوبنبرغ»، وأعطاه أحد المُتفرجين عَجَلَة ودفعه إلى أعلى التل، بينما تقدم دي فلايمينك بسرعة، لكنّ عجلته ثقبت بَعد مسافة قصيرة، واستطاع مارتينس اللحاق بِه، ونظرًا لتواجدهما مُنفردين في مُقدمة السباق، ركب مارتينس مَع «دي فلايمينك» على دراجته لمسافة 70 كـم (43 ميل)، وفاز فلايمينك بالسباق، ويُدلي الطرفين بتصريحات مُتناقضة حول مَا حدث، حيثُ صرح مارتينس أن الحكام أخبروه بأنَّه مُعرض للاستبعاد بسبب تغييره للعجلة كونه أمر غير قَانُونِي، وبأن دي فلايمينك عرض عليه 300 ألف فرنك بلجيكي لمواصلة الركوب معه، بينما ينفي دي فلايمينك ذَلِك قائلًا بأنَّه بقي من الناحية التكتيكية على عَجَلَة مارتينس، وتصاعد الجدل أَكثَر بَعد السباق، عَندَمَا أستبعد المُنظمون «مارتينس»، وصاحب المَركَز الثالث والتر بلانكايرت بسبب تعاطي المنشطات.

### عقد 1980
احتكر الفُرسان الهولنديون والبلجيكيون عقد الثمانينات، حيثُ حقَّقَ الهولندي يان راس فوزين، وَفِي 1986 حقَّقَ أدري فان دير بول فوزه الخامس في سبع سنوات، وتغلَّب «فان دير بول» على الايرلندي شون كيلي والكندي ستيف باور في سباق عدو سريع مكون من أربعة دراجين.
فاز «إريك فانديرايردين» بنسخة عام 1985، وَفِي السباق انكسرت دراجته، لكنّه عاد إلى مقدمة السباق مَع مَجمُوعَة برفقة هني كويبر، وجريج لوموند، وزميله في الفَرِيق فيل أندرسون، حيثُ هاجم فانديرايردين في مُنحدر «مور فان جيرادسبرجن» واختتم المسافة المُتبقية البالغة 20 كـم (12 ميل) مُنفردًا،  وَفِي النصف الثاني من السباق، هبت عاصفة شديدة ورياح قوية، وهطلت أمطار غزيرة على مسار السباق،  واستطاع 24 مُتسابقًا فقط الوُصُول لنهاية السباق من أصل 174 مُتسابق.
أصبَح كلود كريكويليون أول فائز بلجيكي يتحدث الفرنسيَّة في عام 1987، وتراجع المُتخصِص في الكلاسيكيات شون كيلي إلى المَركَز الثاني، وحصل على المَركَز الثاني في ثلاث مناسبات.

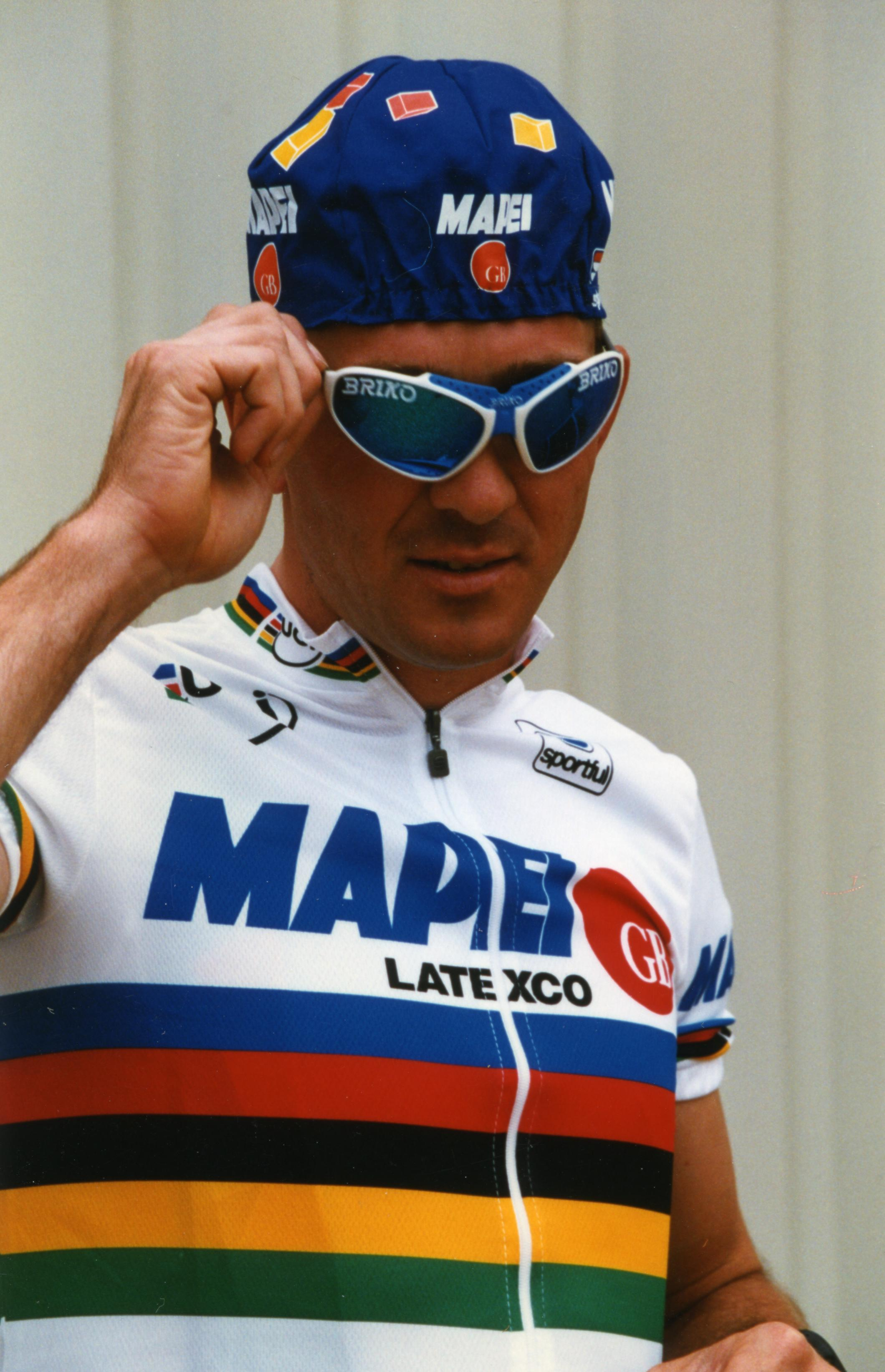
تُوج يوهان موسيو على منصة التتويج ثماني مرات، منها ثلاث انتصارات في التسعينيات

### عقد 1990
في عام 1989 أصبَح «سباق فلاندرز للدراجات» جُزء من كأس العالم لسباق الدراجات على الطريق، وهي مُنافسة دَولِيَّة تضم أهم عِشرَة سباقات ركوب دراجات،  وَفِي عام 1993 فاز البلجيكي يوهان موسيو بالسباق في سباق عدو سريع مَع فرانس ماسين وسيطر على السباق لسنوات، وحقق المتخصصون الإيطاليّون في الكلاسيكيات وهم مورينو أرجنتين، وجياني بونيو، وميشيل بارتولي فوزًا واحدًا لكل منهم، وَفِي 1994 فاز «بونيو» على «مورينو» بنِسبَة 7 مـم (0.28 بوصة) في سباق عدو سريع مكون من أربعة مُتسابقين، وَهُو أصغر فارق في التَّاريخ. وَفِي اليوم التالي وضعت صحيفة «هيت لاتستي نيوس» الفلمنكية الصورة النهائيَّة على غلافها، مصحوبة بعنوان «حزن فلاندرز»،  ولاحقًا استطاع «مورينو» السيطرة على السباق لِعُقِد من الزمان، حيثُ حقَّقَ ثلاث انتصارات، وصعد ثمان مرات على مِنَصّة التتويج، ومنحته وَسَائِل الإعلاَم الفلمنكية أعلى لقب مُمكِن وَهُو «أسد فلاندرز».

### القرن الحادي والعشرون

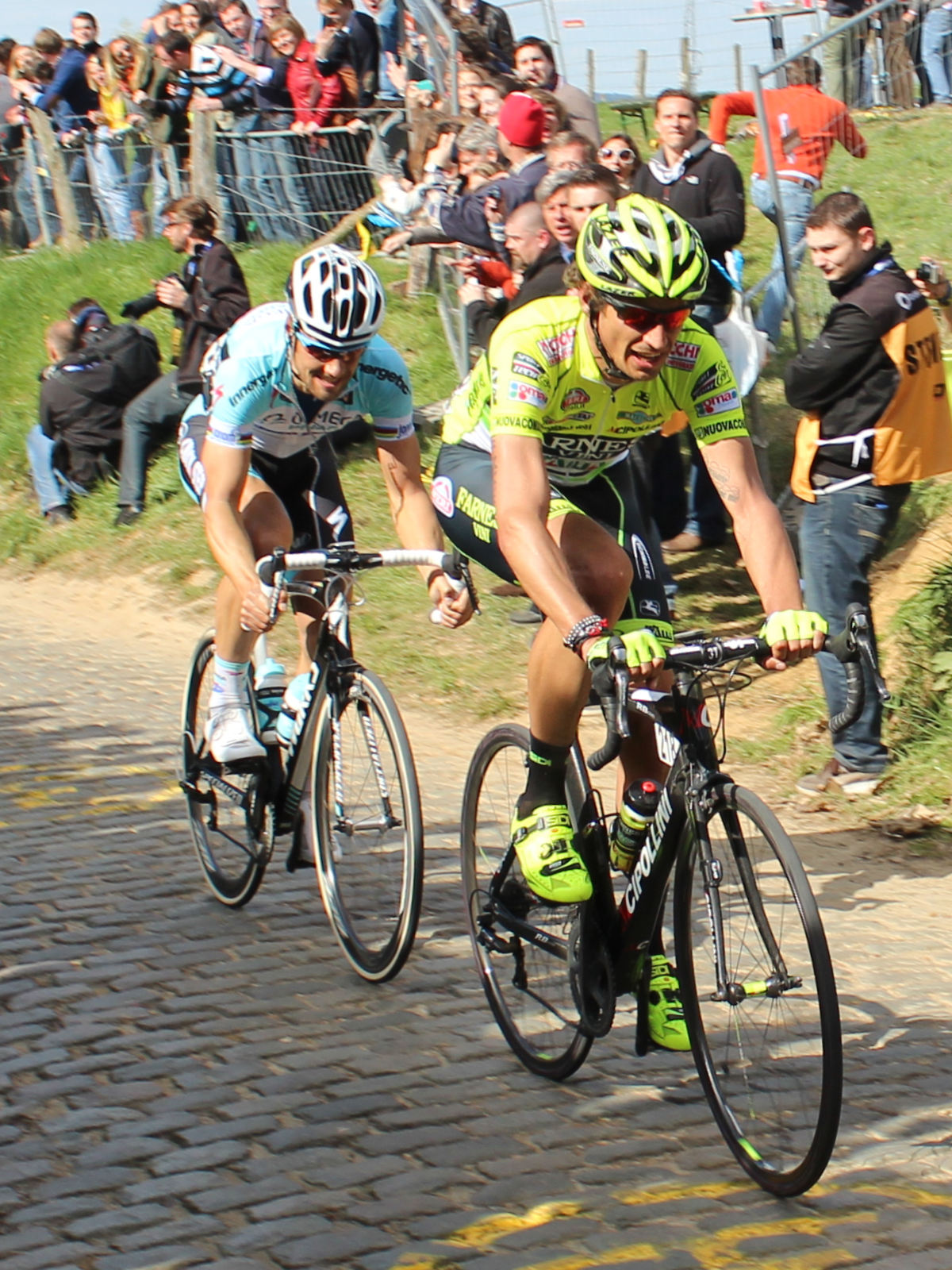
فيليبو بوزاتو وتوم بونن في الصعود الأخير لتل «أود كارمونت» في عام 2012، حيث فاز بونن بالسباق.

واصل الدراجان الكلاسيكيان جيانلوكا بورتولامي وأندريا تافي التقليد الإيطاليّ وحققا الانتصارات في أوائل العقد الأول من القرن الحادي وَالعَشرَين، وَفِي عام 2005 أصبَح «سباق فلاندرز للدراجات» ضمنَ الجولة الافتتاحيّة لسباق «يو سي آي برو تور»، وَكَذَلِك في خليفته طواف العالم للدراجات في عام 2011، وأصبح توم بونن النجم الجَدِيد لركوب الدرَّاجات البلجيكيَّة بَعد تحقيقه انتصارين متتاليين.
سعى بونن لِتَحقِيق فوزه الثالث في عام 2010، وتسابق ضدَّ فابيان كانسيليرا قَبل 45 كـم (28 ميل) من لافتة نهاية السباق، وقد كَان مُتقدم نَحو الفوز، لكنّه لَم يستطع مواكبة هجوم كانسيليرا السَّرِيع أَثناء الصعود في تل «مور فان جيرادسبرجن»، وحقق فابيان كانسيليرا فوزه الأول.
في عام 2011 اِستَحوذت «فلاندرز كلاسيكيات» على «سباق فلاندرز للدراجات»، وهي الجهة المالكة لمُعظم السباقات الكلاسيكيَّة الفلمنكية، وَفِي قرارها الأول أعادوا تصميم السباق، ونقلوا نهايته إلى «أودينارد» في عام 2012،  وحقق «توم بونن» فوزه الثالث والأخير في 2012، في سباق عدو سريع مكون من ثلاثة مُتسابقين، ضدَّ الإيطاليين أليساندرو بلان وفيليبو بوزاتو. وسيطر «فابيان كانسيليرا» على السبَّاقين القادمين، واستند في انتصاراته على الهجوم خِلال الصعود الأخير لتل «أود كارمونت»،  وَلَم يُشَارَك كلّ من بونن وكانسيليرا في سباق عام 2015 بسبب إصابتهما،  وأصبح ألكسندر كريستوف أول نرويجي يفوز بالسباق.
في عام 2016 احتفل «سباق فلاندرز للدراجات» بنسخته المئة،  الَّتِي فاز بِهَا بيتر ساغان،  مؤكدًا مكانته كأفضل متسابق كلاسيكي جَدِيد.
تأجل طواف فلاندرز 2020 بسبب وباء كوفيد-19.

## مسار السباق

### بداية السباق
بَدَأت جولة فلاندرز في أربع مُدن مختلفة في تَارِيخ السباق وهي غنت، ووسينت نيكلاس، وبروج، وأنتويرب، وقد كَانَت بداية الحدث الافتتاحيّ في عام 1913 في كورينماركت في وَسَط مَدِينَة غنت أكبر مَدِينَة في شَرق وغرب فلاندرز، حيثُ استضافت مَدِينَة غنت المعرض العالميّ لعام 1913 في وَقت السباق، وَفِي وَقت لاحق انتقلت البداية الرسميَّة في غنت إلى «فندق ألبرت» بالقرب من «محطّة سانت بيترز». كَان يُقام قداس يوم الأحد للدراجون قَبل البداية حتَّى الخَمسينِيَّات من القرن الماضي، وَكَان السباق يُقام غالبًا قَبل الأسبوع المقدس أو في يوم عيد الفصح.

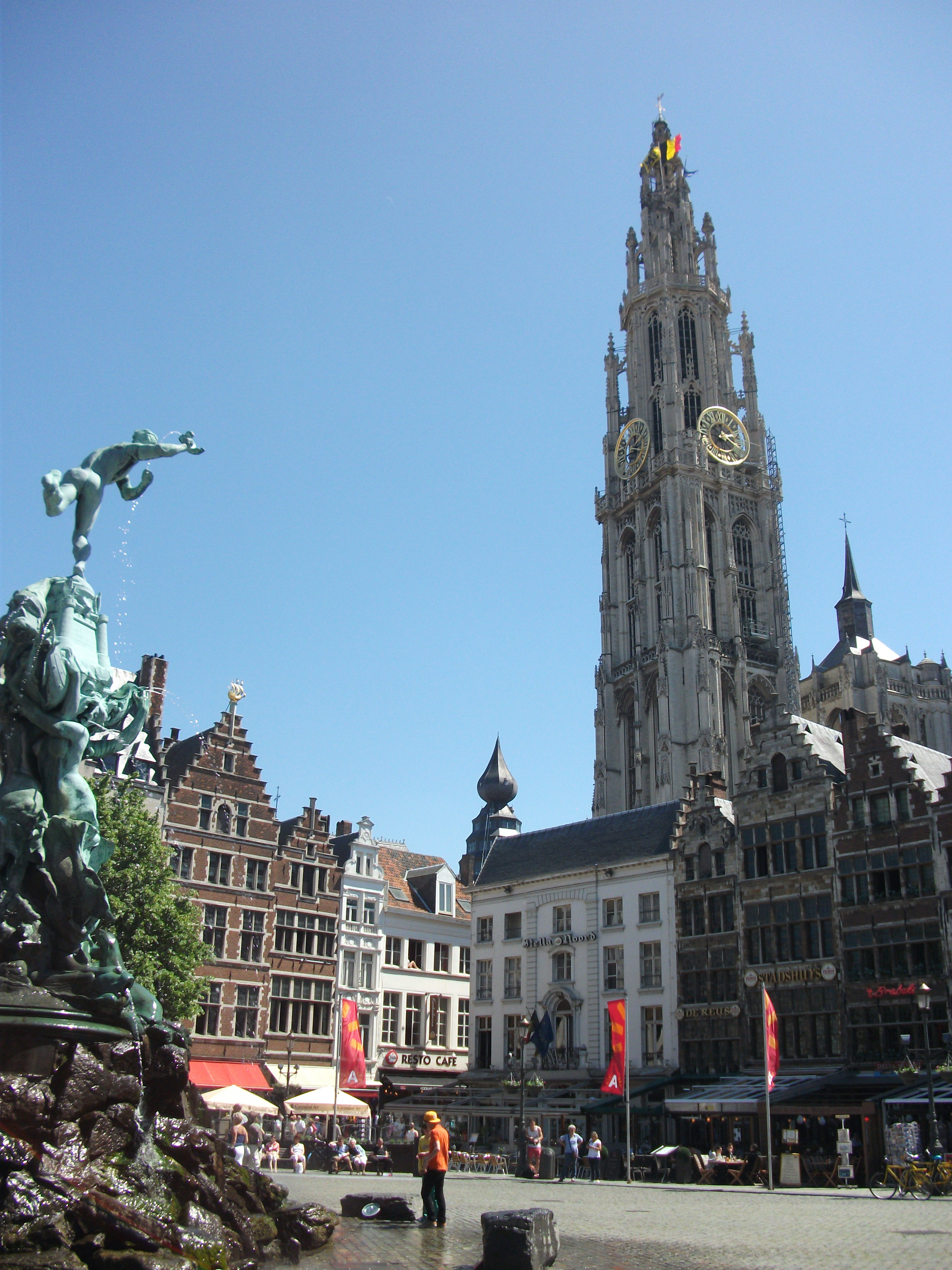
استضافت أنتويرب بداية السباق منذ عام 2017

في عام 1977 استضافت سينت نيكلاس بداية السباق، ويُرجع ذَلِك لسعة مساحاتها وقدرتها على استيعاب أعداد المُتفرجين المُتزايدة في ساحة السوق الكبيرة، وبحلول عام 1988 أصبَحَت بداية السباق حدث مُتميَّز يقام لمدَّة يومين، ويتضمّن أمسية تُبث على التلفزيون الفلمنكي في مساء يوم السباق، وَفِي عام 1998 انتقلت بداية السباق إلى مَدِينَة بروج أحد مواقع التراث العالميّ لليونسكو، والَّتِي تُعرف بتاريخها اللامع وطرازها المعماريّ من العصور الوسطى،  وأشاد المُتفرجين بموقع بروج التاريخيّ وقربه من الساحل، وإمكانيَّة مرور السباق على شاطئ البَحر.
في عام 2017 كَانَت بداية السباق في مَدِينَة أنتويرب، أكبر مُدن فلاندرز،  وهي المرة الأولى الَّتِي مر فِيهَا السباق عبر مقاطعة أنتويرب، وأول انطلاقة للسباق خارج مقاطعة فلاندرز التاريخيَّة،  وتسبب نَقل مكان بداية السباق في انقسام كَبِير بَين عشاق الدرَّاجات الفلمنكية.

### نهاية السباق

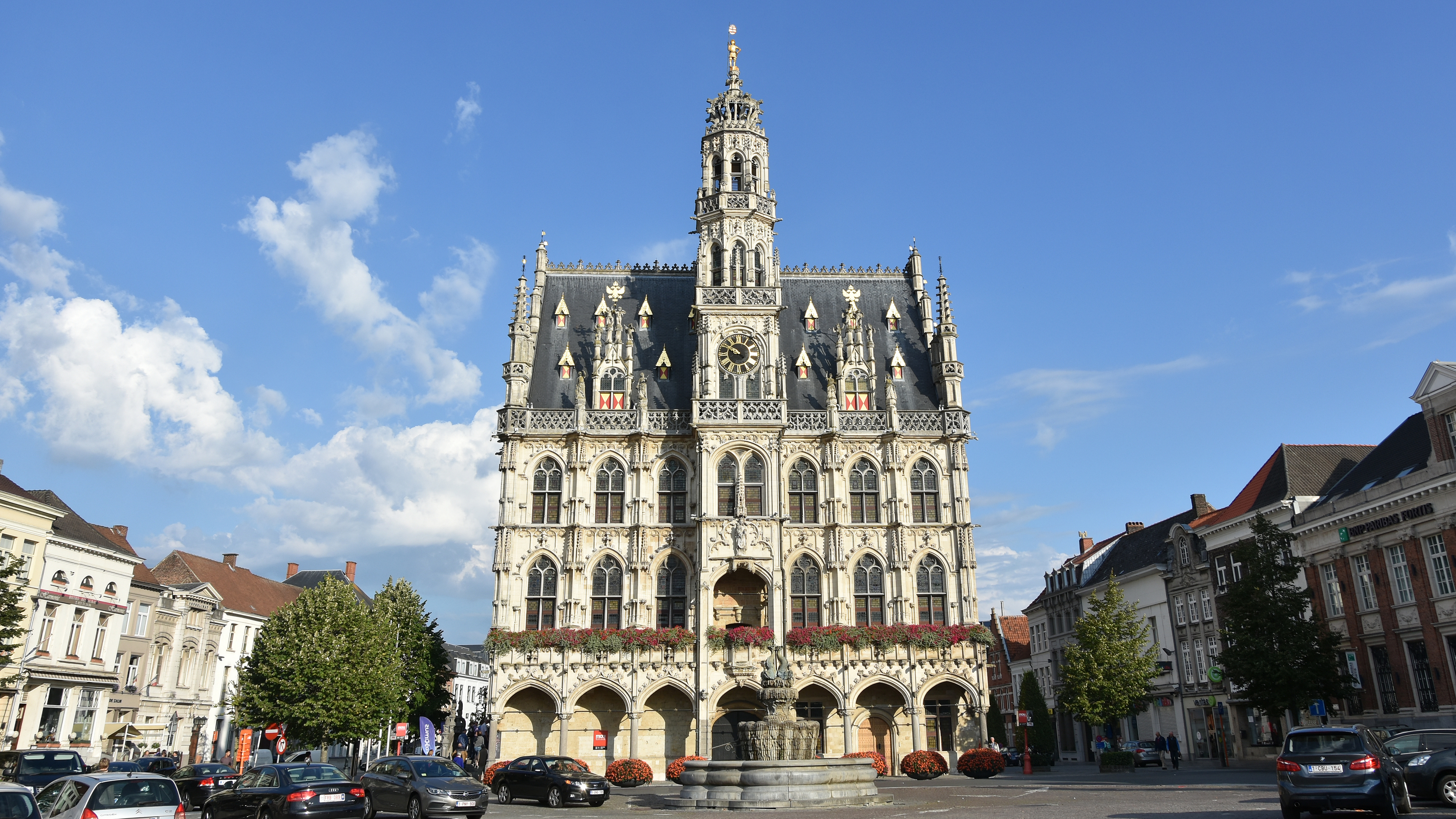
كان أودينارد هو موقع الانتهاء للسباق منذ عام 2012

كَان مكان نهاية السباق في عام 1913 في «فيلودروم مارياكركي» في «غنت الكبرى»، وَفِي 1914 نُقلت إلى «ديسك بورتر فيلودروم» في «ايفرجيم» المُجاورة، وقد روى «فان فيجنينديل» مازحًا «كَان هُناك 20 متفرجًا جيدًا أَكثَر من العَام السَّابِق».
استضافت ويترين [الإنجليزية] نهاية السباق من عام 1928 حتَّى عام 1961، مَع بَعض الانقطاعات عَندَمَا توقف السباق خِلال الحرب العالميَّة الثانيَّة، وَعَندَمَا نُقلت إلى غنت،  فاز فيورنزو ماغني بثلاث سباقات في وَسَط مَدِينَة ويترين، واستضافت «ميربيك» نهاية السباق من عام 1973 إلى عام 2011، وهي جُزء من «بلدية نينوف» وتبعد نَحو 20 كـم (12 ميل) غَرب بروكسل، وَفِي سبتمبر 2011، نُقلت نهاية السباق إلى «أودينارد»، كجزء من إعادة تصميم السباق من قَبل المنظم الجَدِيد «فلاندرز كلاسيكس».

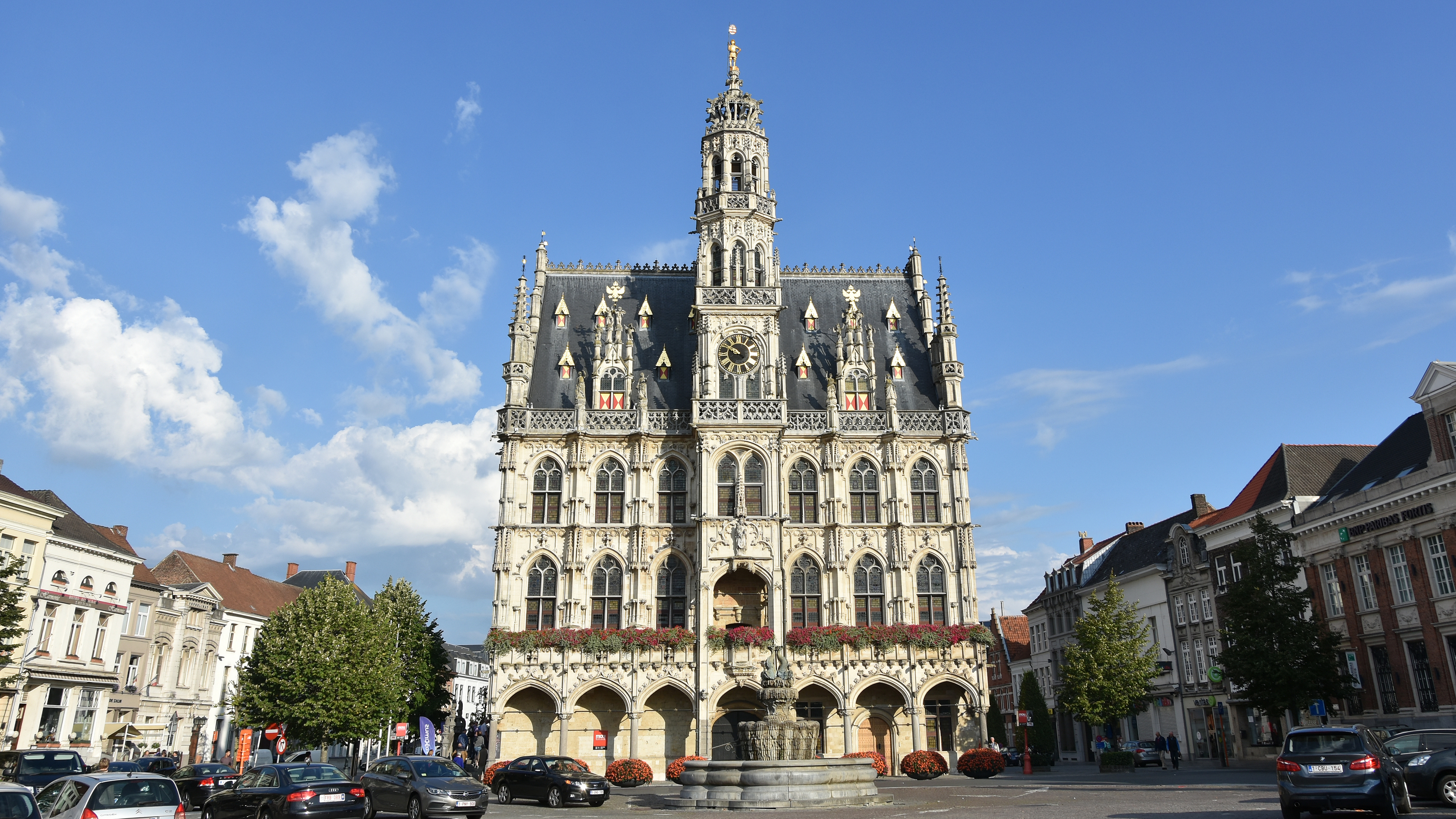
ينتهي السباق في "أودينارد" منذ 2012

البداية والنهاية:

## مميزات السباق

### التسلق

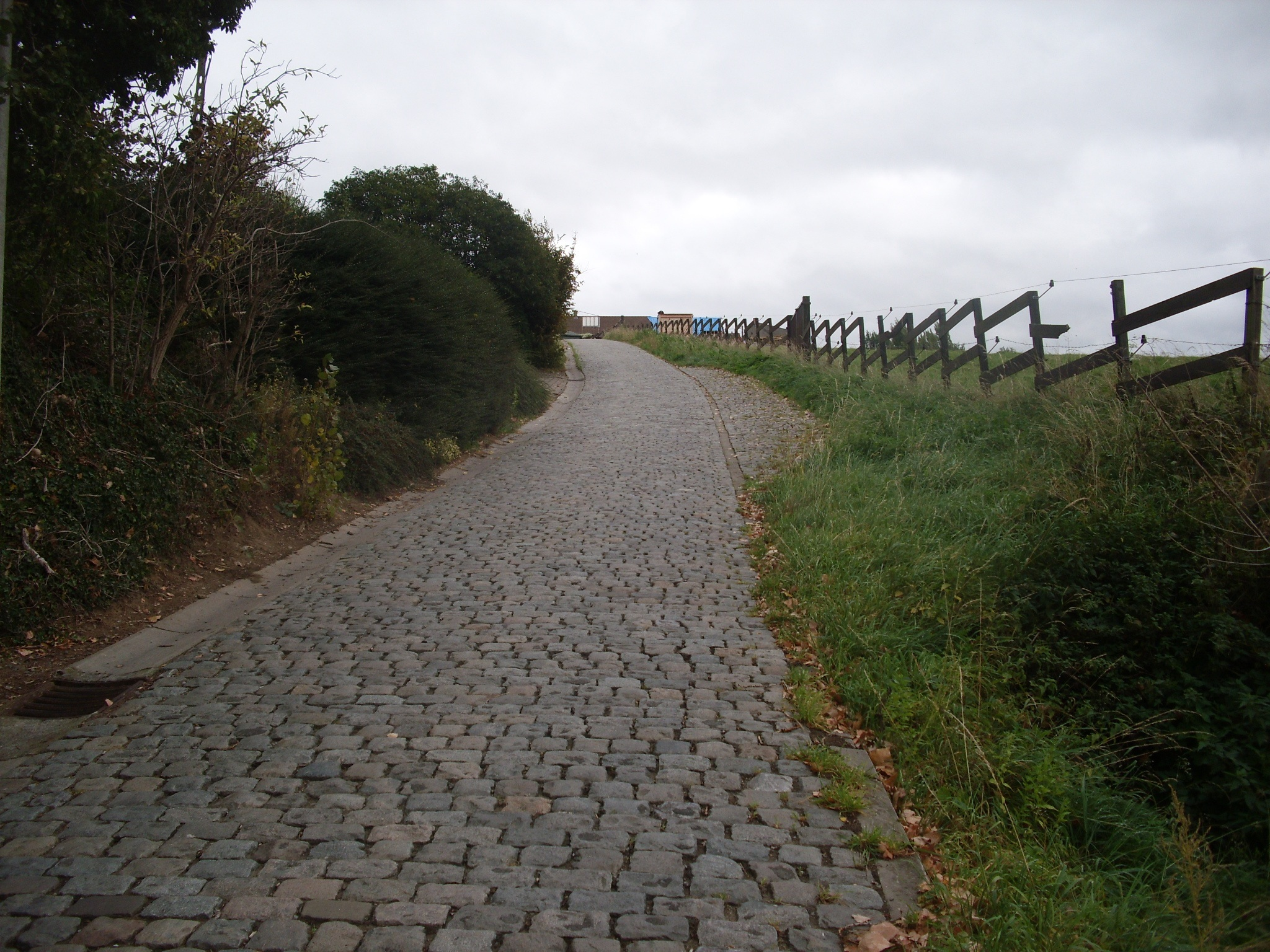
منحدرات حادة في "باتربيرغ" في كلويسبيرجين

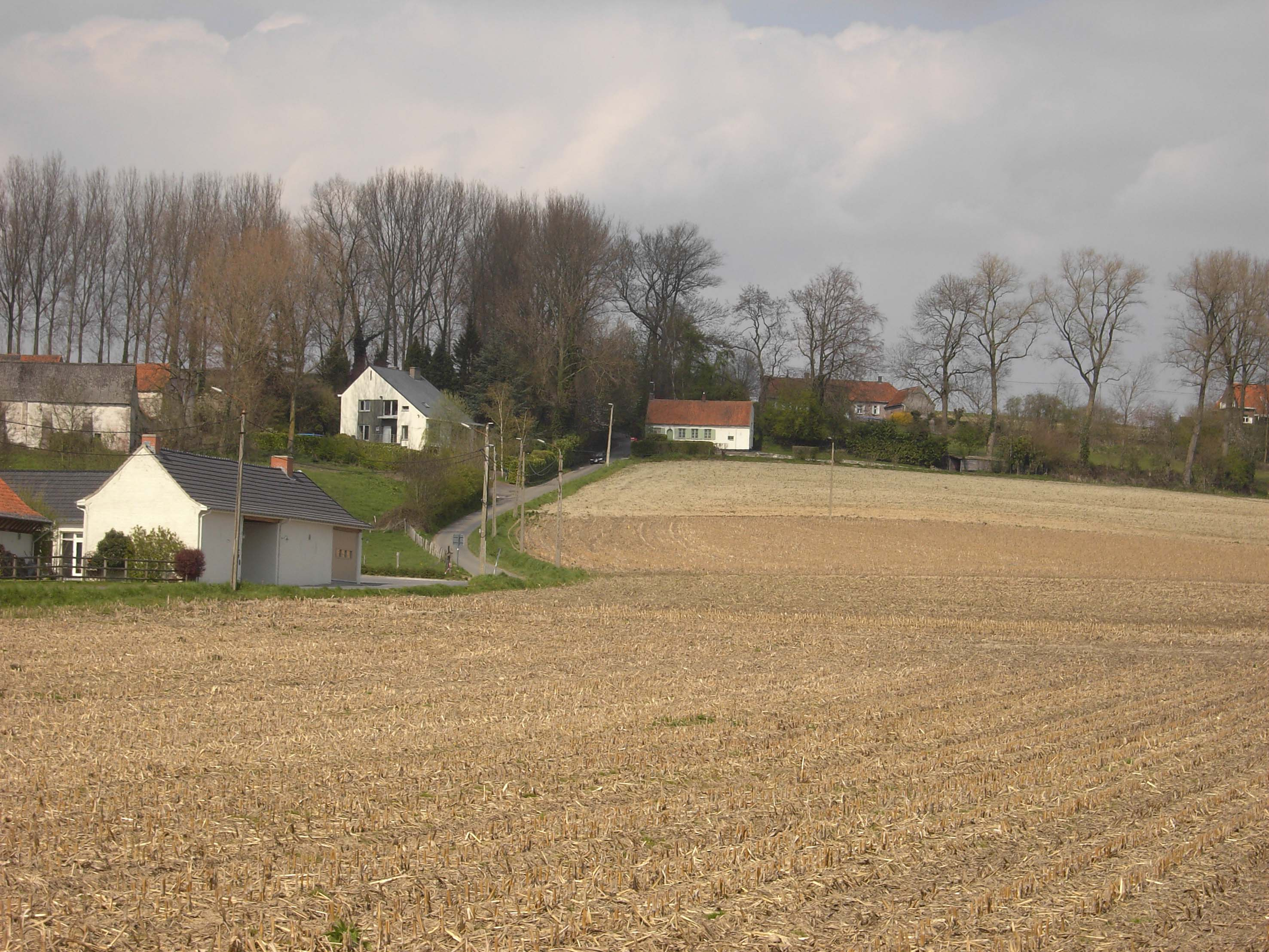
لاديوز في ماركيدال

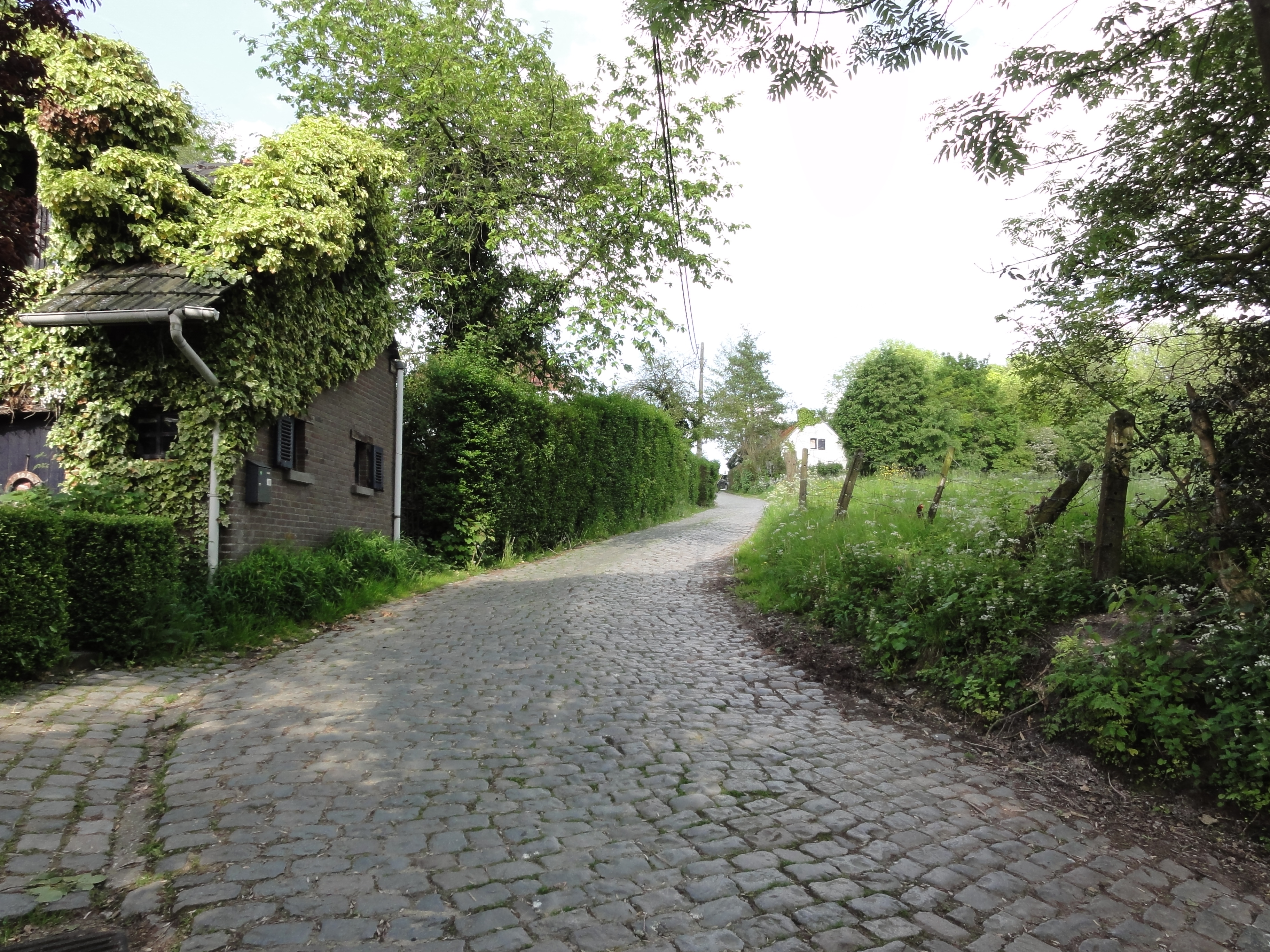
مولينبيرج ذات المناظر الخلابة في زوالم

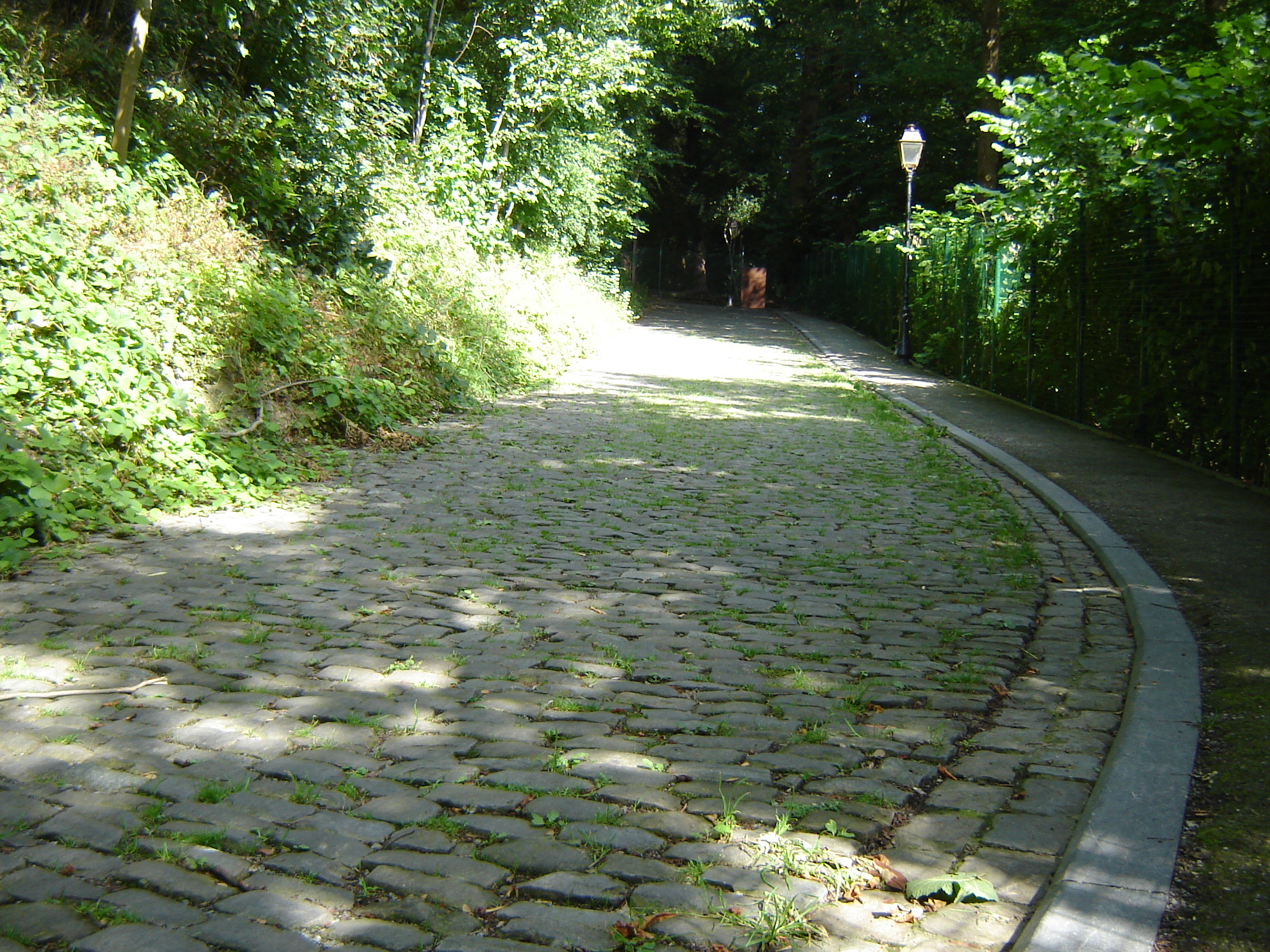
المُنحدرات الأكثر انحدارًا في "مور فان جيرادسبرجن" بنسبة 20%

في عام 2015، بلغ عدد أماكن الصعود أو التسلق 19 كالتالي:
| الرقم | الاسم        | الرصيف | الطول (م) | متوسط الصعود (%) | أقصى صعود (%) |
| ----- | ------------ | ------ | --------- | ---------------- | ------------- |
| 1     | تيجمبرج      | أسفلت  | 750       | 5.6%             | 9%            |
| 2     | أود كارمونت  | حصى    | 2200      | 4.2%             | 11%           |
| 3     | كورتكير      | أسفلت  | 1000      | 6.4%             | 17.1%         |
| 4     | ايكنبرج      | حصى    | 1300      | 6.2%             | 11%           |
| 5     | ولفنبرغ      | أسفلت  | 666       | 6.8%             | 17.3%         |
| 6     | مولينبرغ     | حصى    | 463       | 7%               | 14.2%         |
| 7     | ليبيرج       | أسفلت  | 700       | 6.1%             | 14%           |
| 8     | بيريندريز    | أسفلت  | 940       | 7.1%             | 12.4%         |
| 9     | فالكنبرج     | أسفلت  | 875       | 6%               | 15%           |
| 10    | كيبريج       | أسفلت  | 1250      | 5%               | 8%            |
| 11    | كاناريبيرج   | أسفلت  | 1000      | 7.7%             | 14%           |
| 12    | أود كارمونت  | حصى    | 2200      | 4.2%             | 11%           |
| 13    | باتربيرج     | حصى    | 400       | 12.5%            | 20%           |
| 14    | كوبنبرغ      | حصى    | 600       | 11.6%            | 22%           |
| 15    | ستينبيك دريز | حصى    | 820       | 7.6%             | 12.8%         |
| 16    | تاينبيرج     | حصى    | 800       | 7.1%             | 18%           |
| 17    | كرويسبرج     | حصى    | 1875      | 5%               | 9%            |
| 18    | أود كارمونت  | حصى    | 2200      | 4.2%             | 12%           |
| 19    | باتربيرج     | حصى    | 400       | 12.5%            | 20%           |

## قائمة الفائزين

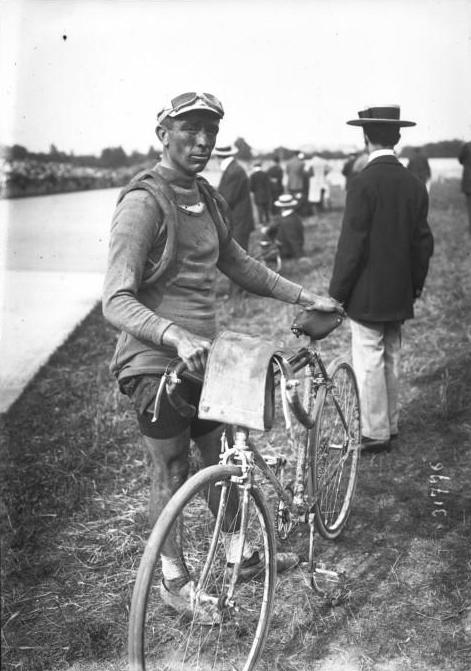
فاز بول ديمان بالجولة الافتتاحية لفلاندرز

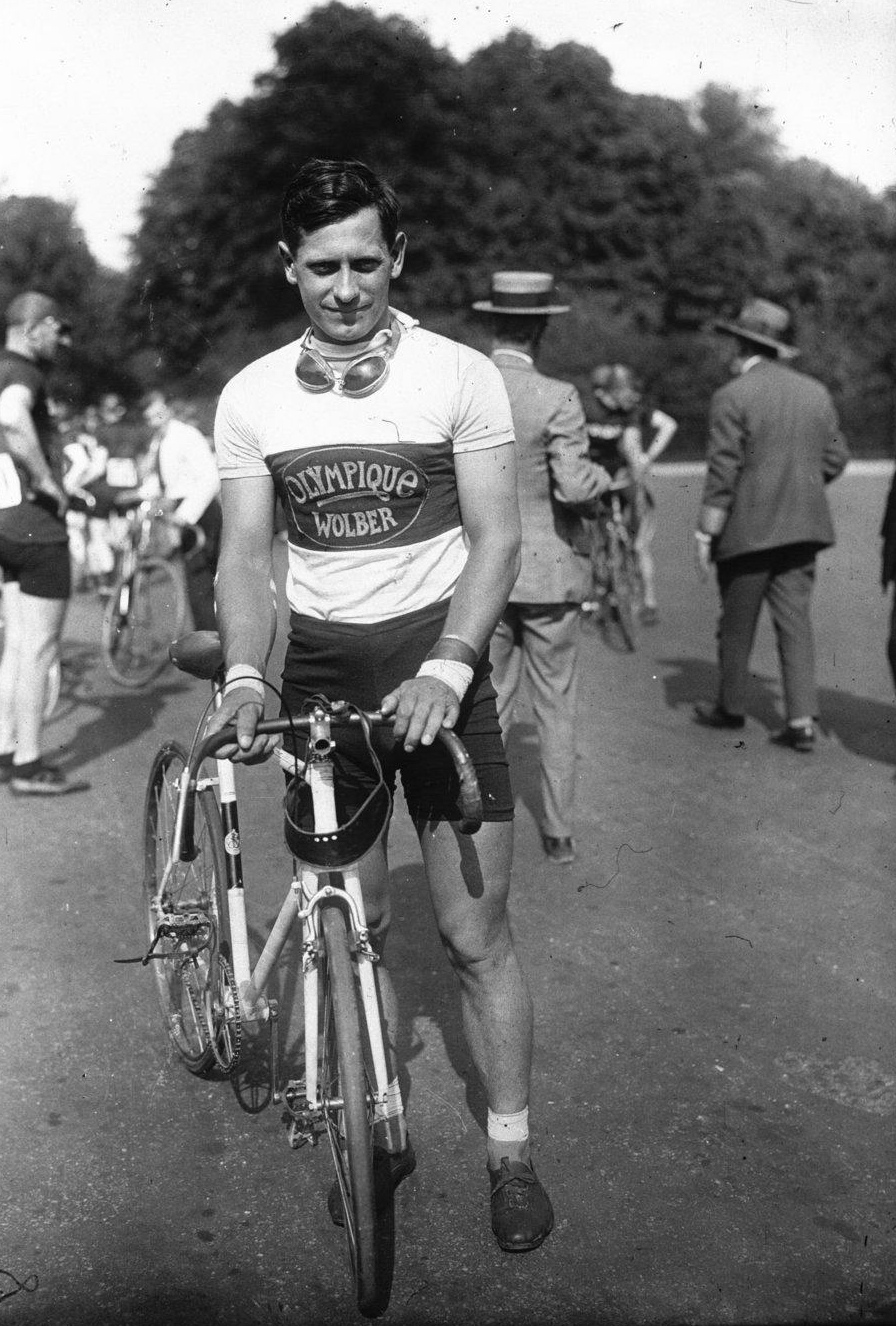
كانت السويسرية هيري سوتر أول فائزة غير بلجيكية في السباق عام 1923.

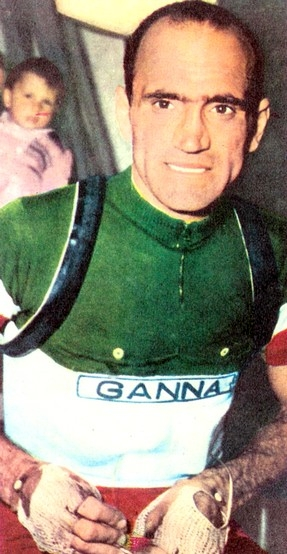
فاز الإيطالي فيورنزو ماغني بسباق طواف فلاندرز ثلاث مرات متتالية 1945-1947.

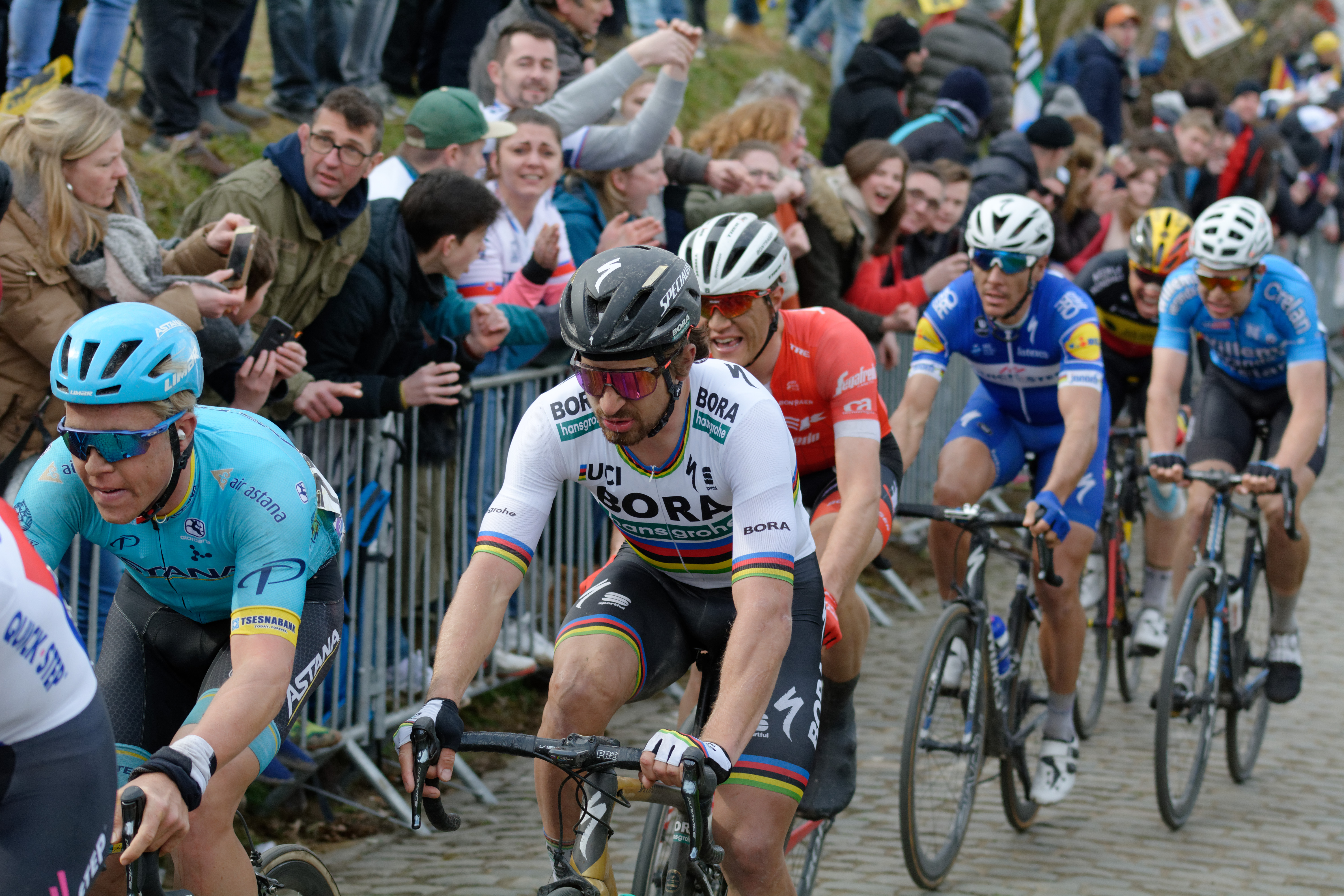
فاز السلوفاكي بيتر ساجان بالنسخة المئة في 2016، وكان خامس متسابق يفوز بالسباق بقميص قوس قزح.

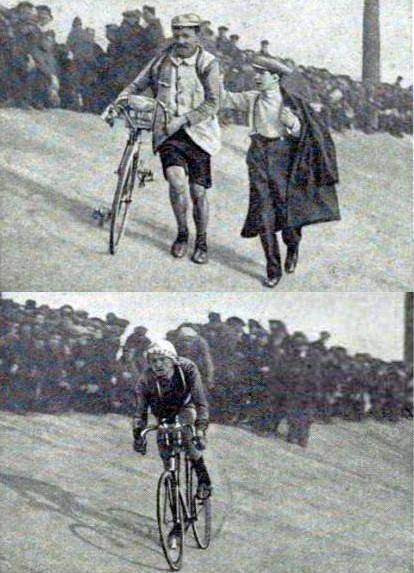
فاز هنري فان ليربيرجي بسباق 1919، بفارق 14 دقيقة عن المركز الثاني، وهو أكبر فارق في تاريخ السباق

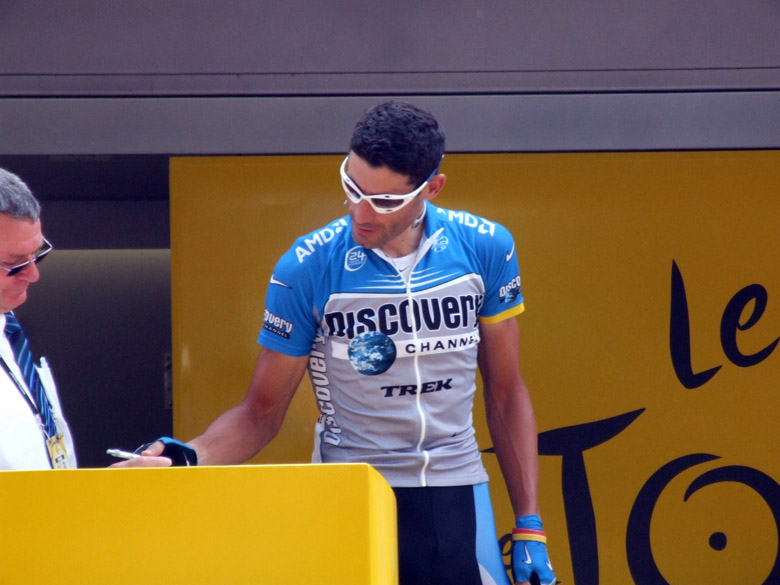
أنهى الأمريكي جورج هينكابي الحدث 17 مرة في جميع مشاركاته

| السنة | الفائز              | الثاني                 | الثالث                     |
| ----- | ------------------- | ---------------------- | -------------------------- |
| 1913  | بول ديمان           | Joseph Van Daele       | Victor Doms                |
| 1914  | Marcel Buysse       | Henri Van Lerberghe    | Pierre Van de Velde        |
| 1919  | Henri Van Lerberghe | Léon Buysse            | Jules Vanhevel             |
| 1920  | Jules Vanhevel      | Albert Dejonghe        | Alfons Van Hecke           |
| 1921  | René Vermandel      | Jules Vanhevel         | Louis Budts                |
| 1922  | Léon Devos          | Jean Brunier           | Francis Pélissier          |
| 1923  | Heiri Suter         | Charles Deruyter       | Albert Dejonghe            |
| 1924  | Gérard Debaets      | René Vermandel         | Félix Sellier              |
| 1925  | Julien Delbecque    | Joseph Pe              | هيكتور مارتن               |
| 1926  | Denis Verschueren   | Gustaaf Van Slembrouck | Raymond Decorte            |
| 1927  | Gérard Debaets      | Gustaaf Van Slembrouck | موريس دي وايل              |
| 1928  | جان ميرتنز          | August Mortelmans      | لويس دي لانوي              |
| 1929  | Joseph Dervaes      | Georges Ronsse         | Alfred Haemerlinck         |
| 1930  | فرانس بوندول        | Aimé Dossche           | Émile Joly                 |
| 1931  | Romain Gijssels     | Cesar Bogaert          | جان آيرتس                  |
| 1932  | Romain Gijssels     | Alfons Deloor          | Alfred Haemerlinck         |
| 1933  | ألفونس شيبرز        | Léon Tommies           | Romain Gijssels            |
| 1934  | Gaston Rebry        | ألفونس شيبرز           | Félicien Vervaecke         |
| 1935  | Louis Duerloo       | Éloi Meulenberg        | Corneille Leemans          |
| 1936  | Louis Hardiquest    | Edgard de Caluwé       | فرانسوا نوفيل              |
| 1937  | Michel d'Hooghe     | Hubert Deltour         | Louis Hardiquest           |
| 1938  | Edgard de Caluwé    | سيلفير مايس            | مارسيل كينت                |
| 1939  | Karel Kaers         | رومان مايس             | Edward Vissers             |
| 1940  | Achiel Buysse       | Georges Christiaens    | بريك سكوت                  |
| 1941  | Achiel Buysse       | Gustaaf Van Overloop   | Odiel Van Den Meersschaut  |
| 1942  | بريك سكوت           | Georges Claes          | Robert Van Eenaeme         |
| 1943  | Achiel Buysse       | Albert Sercu           | Camille Beeckman           |
| 1944  | ريك فان ستينبرجين   | بريك سكوت              | Jef Moerenhout             |
| 1945  | Sylvain Grysolle    | Albert Sercu           | Jef Moerenhout             |
| 1946  | ريك فان ستينبرجين   | Louis Thiétard         | بريك سكوت                  |
| 1947  | Emiel Faignaert     | Roger Desmet           | Rik Renders                |
| 1948  | بريك سكوت           | ألبرت رامون            | Marcel Rijckaert           |
| 1949  | فيورنزو ماغني       | Valère Ollivier        | بريك سكوت                  |
| 1950  | فيورنزو ماغني       | بريك سكوت              | لويس كابوت                 |
| 1951  | فيورنزو ماغني       | برنار غوتييه           | Attilio Redolfi            |
| 1952  | Roger Decock        | Loretto Petrucci       | بريك سكوت                  |
| 1953  | فيم فان إست         | Désiré Keteleer        | برنار غوتييه               |
| 1954  | Raymond Impanis     | فرانسوا ماهي           | Alfons Van den Brande      |
| 1955  | ليسون بوبيت         | هوغو كوبلت             | ريك فان ستينبرجين          |
| 1956  | جان فوريستير        | ستان أوكيرس            | Leon Vandaele              |
| 1957  | Fred De Bruyne      | Jef Planckaert         | نوربرت كيركوف              |
| 1958  | جيرمان ديريك        | Willy Truye            | أنجيلو كونطيرنو            |
| 1959  | ريك فان لوي         | Frans Schoubben        | Gilbert Desmet             |
| 1960  | Arthur Decabooter   | Jean Graczyk           | ريك فان لوي                |
| 1961  | توم سيمبسون         | Nino Defilippis        | Jo de Haan                 |
| 1962  | ريك فان لوي         | Michel Van Aerde       | نوربرت كيركوف              |
| 1963  | نويل فور            | Frans Melckenbeeck     | توم سيمبسون                |
| 1964  | رودي آلتيج          | Benoni Beheyt          | جو دي رو                   |
| 1965  | جو دي رو            | Edward Sels            | Georges van Coningsloo     |
| 1966  | Edward Sels         | أدريانو دورانتي        | Georges Vandenberghe       |
| 1967  | Dino Zandegù        | نويل فور               | إيدي ميركس                 |
| 1968  | والتر جوديفروت      | رودي آلتيج             | يان يانسين                 |
| 1969  | إيدي ميركس          | فيليتشي جيموندي        | مارينو باسو                |
| 1970  | إريك ليمان          | والتر جوديفروت         | إيدي ميركس                 |
| 1971  | إيفرت دولمان        | Frans Kerremans        | سيريل جويمارت              |
| 1972  | إريك ليمان          | André Dierickx         | فرانز فيربيك               |
| 1973  | إريك ليمان          | فريدي مارتينس          | إيدي ميركس                 |
| 1974  | Cees Bal            | فرانز فيربيك           | إيدي ميركس                 |
| 1975  | إيدي ميركس          | فرانز فيربيك           | Marc Demeyer               |
| 1976  | والتر بلانكايرت     | فرانشيسكو موزر         | Marc Demeyer               |
| 1977  | روجر دي فلايمينك    | والتر جوديفروت         | يان راس                    |
| 1978  | والتر جوديفروت      | ميشال بولنتير          | غريغور براون               |
| 1979  | يان راس             | Marc Demeyer           | دانيال ويليمز              |
| 1980  | ميشال بولنتير       | فرانشيسكو موزر         | يان راس                    |
| 1981  | هني كويبر           | Frits Pirard           | يان راس                    |
| 1982  | رينيه مارتنز        | إيدي بلانكايرت         | رودي بيفيناجي              |
| 1983  | يان راس             | ودو بيترز              | مارك سيرجنت                |
| 1984  | Johan Lammerts      | شون كيلي               | Jean-Luc Vandenbroucke     |
| 1985  | Eric Vanderaerden   | فيل أندرسون            | هني كويبر                  |
| 1986  | أدري فان دير بول    | شون كيلي               | Jean-Philippe Vandenbrande |
| 1987  | كلود كريكويليون     | شون كيلي               | Eric Vanderaerden          |
| 1988  | إيدي بلانكايرت      | فيل أندرسون            | أدري فان دير بول           |
| 1989  | Edwig Van Hooydonck | هيرمان فريزون          | داغ أوتو لوريتزن           |
| 1990  | مورينو أرجنتين      | Rudy Dhaenens          | John Talen                 |
| 1991  | Edwig Van Hooydonck | يوهان موسيو            | رولف سورينسن               |
| 1992  | جاكي دوراند         | Thomas Wegmüller       | Edwig Van Hooydonck        |
| 1993  | يوهان موسيو         | فرانس ماسين            | Dario Bottaro              |
| 1994  | جياني بونيو         | يوهان موسيو            | أندريه تشميل               |
| 1995  | يوهان موسيو         | فابيو بالداتو          | أندريه تشميل               |
| 1996  | ميشيل بارتولي       | فابيو بالداتو          | يوهان موسيو                |
| 1997  | رولف سورينسن        | فريديريك مونكاسين      | فرانكو باليريني            |
| 1998  | يوهان موسيو         | ستيفانو زانيني         | أندريه تشميل               |
| 1999  | بيتر فان بيتيجيم    | فرانك فاندربروك        | يوهان موسيو                |
| 2000  | أندريه تشميل        | Dario Pieri            | رومان فاينشتينز            |
| 2001  | جيانلوكا بورتولامي  | إريك ديكر              | Denis Zanette              |
| 2002  | أندريا تافي         | يوهان موسيو            | بيتر فان بيتيجيم           |
| 2003  | بيتر فان بيتيجيم    | فرانك فاندربروك        | ستيوارت اوغرادي            |
| 2004  | ستيفن ويسمان        | ليف هوستي              | Dave Bruylandts            |
| 2005  | توم بونن            | أندرياس كلير           | بيتر فان بيتيجيم           |
| 2006  | توم بونن            | ليف هوستي              | أعلن فارغ                  |
| 2007  | أليساندرو بلان      | ليف هوستي              | لوكا باوليني               |
| 2008  | ستيجن ديفولدير      | نيك نوينس              | خوان أنطونيو فليتشا        |
| 2009  | ستيجن ديفولدير      | هاينريش هوسلر          | فيليب جيلبير               |
| 2010  | فابيان كانسيليرا    | توم بونن               | فيليب جيلبير               |
| 2011  | نيك نوينس           | سيلفان تشافانيل        | فابيان كانسيليرا           |
| 2012  | توم بونن            | فيليبو بوزاتو          | أليساندرو بلان             |
| 2013  | فابيان كانسيليرا    | بيتر ساجان             | Jürgen Roelandts           |
| 2014  | فابيان كانسيليرا    | جريج فان أفرمت         | Sep Vanmarcke              |
| 2015  | ألكسندر كريستوف     | نيكي تيربسترا          | جريج فان أفرمت             |
| 2016  | بيتر ساجان          | فابيان كانسيليرا       | Sep Vanmarcke              |
| 2017  | فيليب جيلبير        | جريج فان أفرمت         | نيكي تيربسترا              |
| 2018  | نيكي تيربسترا       | Mads Pedersen          | فيليب جيلبير               |
| 2019  | البرتو بيتول        | كاسبر أصغرين           | ألكسندر كريستوف            |
| 2020  | ماثيو فان دير بيل   | فاوت فان آرت           | ألكسندر كريستوف            |
| 2021  | كاسبر أصغرين        | ماثيو فان دير بيل      | جريج فان أفرمت             |

### الأكثر فوزًا
| العدد | الدراج                    | النسخ                                                   |
| ----- | ------------------------- | ------------------------------------------------------- |
| 3     | Achiel Buysse (BEL)       | 1940 [الإنجليزية]، 1941 [الإنجليزية]، 1943 [الإنجليزية] |
| 3     | فيورنزو ماغني (ITA)       | 1949، 1950، 1951                                        |
| 3     | إريك ليمان (BEL)          | 1970، 1972، 1973                                        |
| 3     | يوهان موسيو (BEL)         | 1993، 1995، 1998                                        |
| 3     | توم بونن (BEL)            | 2005، 2006، 2012                                        |
| 3     | فابيان كانسيليرا (SUI)    | 2010، 2013، 2014                                        |
| 2     | Gerard Debaets (BEL)      | 1924 [الإنجليزية]، 1927 [الإنجليزية]                    |
| 2     | Romain Gijssels (BEL)     | 1931 [الإنجليزية]، 1932 [الإنجليزية]                    |
| 2     | بريك سكوت (BEL)           | 1942 [الإنجليزية]، 1948                                 |
| 2     | ريك فان ستينبرجين (BEL)   | 1944 [الإنجليزية]، 1946 [الإنجليزية]                    |
| 2     | ريك فان لوي (BEL)         | 1959 [الإنجليزية]، 1962 [الإنجليزية]                    |
| 2     | والتر جوديفروت (BEL)      | 1968 [الإنجليزية]، 1978 [الإنجليزية]                    |
| 2     | إيدي ميركس (BEL)          | 1969، 1975                                              |
| 2     | يان راس (NED)             | 1979 [الإنجليزية]، 1983 [الإنجليزية]                    |
| 2     | Edwig Van Hooydonck (BEL) | 1989، 1991 [الإنجليزية]                                 |
| 2     | بيتر فان بيتيجيم (BEL)    | 1999، 2003                                              |
| 2     | ستيجن ديفولدير (BEL)      | 2008 [الإنجليزية]، 2009                                 |

### الفائزون حسب البلد
| مرات الفوز | البلد                                |
| ---------- | ------------------------------------ |
| 69         | بلجيكا                               |
| 11         | إيطاليا · هولندا                     |
| 4          | سويسرا                               |
| 3          | فرنسا                                |
| 2          | الدنمارك · ألمانيا                   |
| 1          | النرويج · سلوفاكيا · المملكة المتحدة |

### الفائزون في السباقات الكلاسيكية المرصوفة بالحصى
في 12 نسخة من السباق فاز بسباق طواف فلاندرز وباريس-روبيه في نفس العام، فيما حقق توم بونن وفابيان كانسيليرا هذه النتائج مرتين.
| المتسابق             | البلد  | السنة |
| -------------------- | ------ | ----- |
| Henri Suter          | سويسرا | 1923  |
| Romain Gijssels      | بلجيكا | 1932  |
| Gaston Rebry         | بلجيكا | 1934  |
| ريمون امبانيس        | بلجيكا | 1954  |
| Fred De Bruyne       | بلجيكا | 1957  |
| ريك فان لوي          | بلجيكا | 1962  |
| روجر دي فلايمينك     | بلجيكا | 1977  |
| بيتر فان بيتيجيم     | بلجيكا | 2003  |
| توم بونن             | بلجيكا | 2005  |
| فابيان كانسيليرا     | سويسرا | 2010  |
| توم بونن (2)         | بلجيكا | 2012  |
| فابيان كانسيليرا (2) | سويسرا | 2013  |

## طواف فلاندرز للسيدات

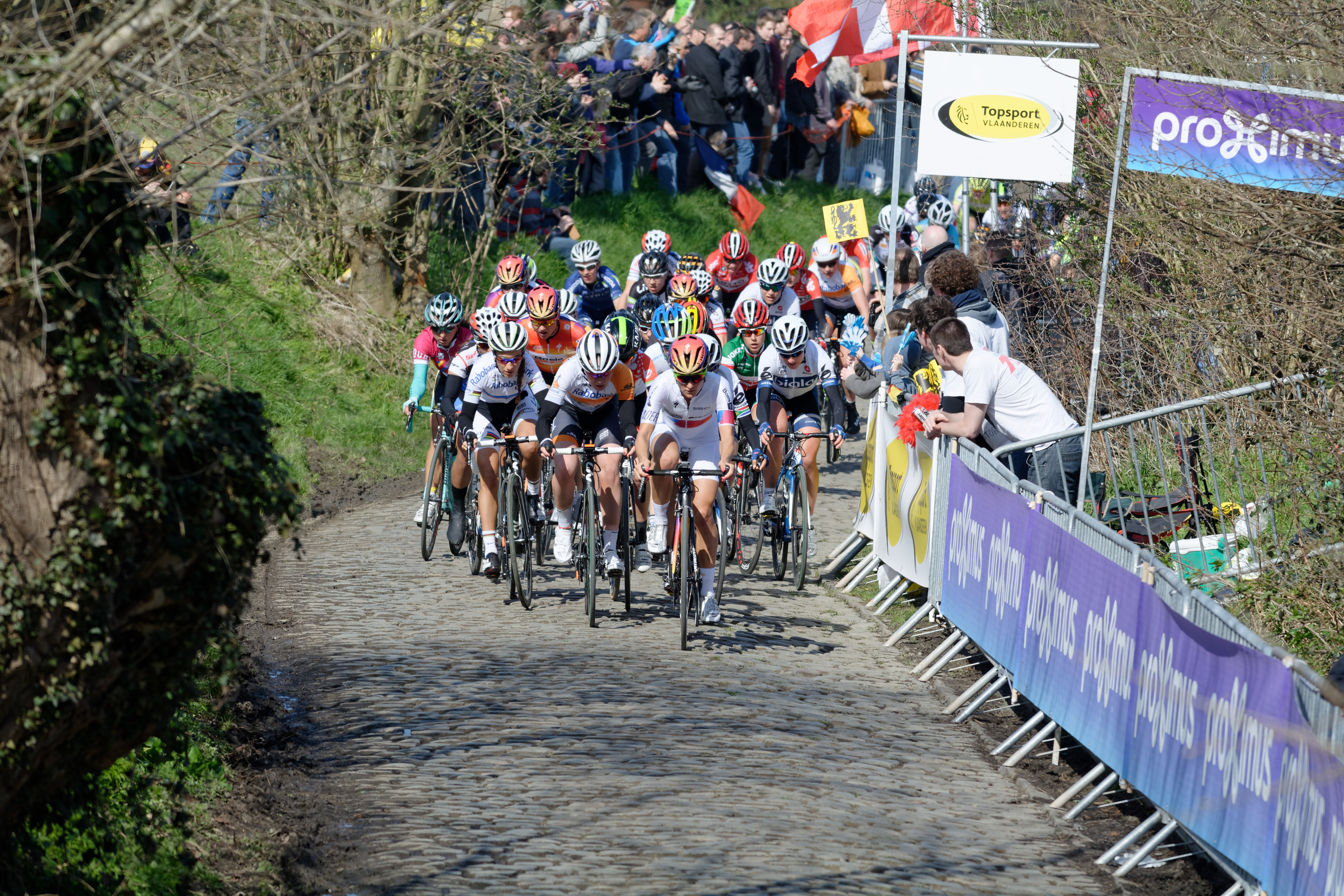
مُتسابقة تتسلق "أود كارمونت" خلال طواف فلاندرز للنساء 2015

يُقام سباق للسيدات في فلاندرز مُنذ 2004، ويُسمى (بالهولندية: Ronde van Vlaanderen voor Vrouwen)‏، ويُقام في فصل الربيع في نفس يوم سباق الرجال، وَهُو جُزء من طواف العالم للدراجات للسيدات، ويُعتبر من أَكثَر الأَحدَاث المرموقة في ركوب الدرَّاجات للسيدات.
من عام 2004 إلى عام 2011 تجاوز طُول السباق 115 كـم (71 ميل)، حيثُ يبدأ السباق من «أودينارد» وينتهي في «ميربيك»،  ومنذ عام 2012 يبدأ السباق وينتهي في «أودينارد» بطول 155 كـم (96 ميل) وله نهاية مُماثلة لسباق الرجال، وَفِي عام 2018 شهد السباق 12 صعودًا، وثلاثة قطاعات طويلة مرصوفة بالحصى.
تَحَمُّل المتسابقة الهولنديّة «ميريام ميلشرز-فان بوبيل» والألمانيَّة جوديث أرندت الرقم القياسي حاليًا بفوزين لكل مِنهُمَا.

## سيكلوسبورتيف
يُنُظُم سباق في فلاندرز يُدعى "Cyclosportive" لغير المُتخصصين مُنذ عام 1999، قَبل يوم وَاحِد من الحدث الاحترافي، وبلغ أطول مسار للسباق 230 كـم (140 ميل)، انطلاقا من أنتويرب، وللسباق ثلاث مسارات أقصر تبدأ وتنتهي في أودينارد، ويَبلغَ أطوالها 174 كـم (108 ميل)، و140 كـم (87 ميل)، و74 كـم (46 ميل)،  نظرًا لنجاحها المُتزايد، تم تقييد عدد المُشاركين إلى 16 ألف لتأمين سلامة الركاب.

## وصلات خارجية
- الموقع الرسمي